# Новолитовское сельское поселение
Новолитовское се́льское поселе́ние — сельское поселение в Партизанском районе Приморского края.
Административный центр — село Новолитовск.

## История
Статус и границы сельского поселения установлены Законом Приморского края от 10 ноября 2004 года № 158-КЗ «О Партизанском муниципальном районе»

## Население
| 2010  | 2011  | 2012  | 2013  | 2014  | 2015  | 2016  |
| ----- | ----- | ----- | ----- | ----- | ----- | ----- |
| 5344  | ↗5347 | ↘5315 | ↗5329 | ↘5301 | ↗5313 | ↗5326 |
| 2017  | 2018  | 2019  | 2020  | 2021  |       |       |
| ↘5313 | ↘5275 | ↗5284 | ↘5273 | ↘3554 |       |       |

## Состав сельского поселения
В состав сельского поселения входят 4 населённых пункта:
| № | Населённый пункт | Тип населённого пункта       | Население |
| - | ---------------- | ---------------------------- | --------- |
| 1 | Васильевка       | деревня                      | ↗119      |
| 2 | Волчанец         | посёлок                      | ↘2526     |
| 3 | Кирилловка       | деревня                      | ↘73       |
| 4 | Новолитовск      | село, административный центр | ↘695      |

## Местное самоуправление
Администрация
Адрес: 692968, с. Новолитовск, ул. Черняховского, 28. Телефон: 8 (42365) 26-1-30, 8 (42365) 26-1-25
Глава администрации
Лобачева Татьяна Александровна